# Attamyces bromatificus
Attamyces là một chi nấm trong họ Agaricaceae. Đây là chi đơn loài, chứa một loài Attamyces bromatificus.